# Martin Moschell
Pour les articles homonymes, voir Blanc (homonymie), Jean-Claude Blanc et Blanc (homonymie).
Martin Moschell, nom de plume de Jean-Claude Blanc, né le 6 mai 1947 est un  essayiste, dramaturge et metteur en scène de français. Il possède une formation universitaire en mathématiques et philosophie.

## Biographie
Parallèlement à ses activités d'auteur et à ses mises en scène théâtrales, il se consacre depuis 2006 à la rédaction d'essais à vocation philosophique, dont les deux principaux invitent à la réflexion sur le thème de la diversion et sur celui, introduit par Guy Debord, de la société du spectacle.
Il est aussi à l'origine d'un ouvrage rassemblant sept entretiens libres qu'il a eus durant l'année 2019 avec l'acteur, metteur en scène et dramaturge Serge Martin, mettant en avant le rôle libérateur de la scène théâtrale à travers le personnage du fou ou du bouffon. Serge Martin y déclare notamment : « la liberté est au centre du théâtre, au centre de la scène. [...] Le théâtre est aussi contre l'ignorance ».
En 2020, il fait paraître un opuscule en forme de lettre ouverte à Roger Federer, dans lequel il met en évidence la contradiction éthique qui surgit lorsque le sport de haut niveau est confronté aux régimes politiques autoritaires.

## Œuvres

### Essais
- Nous pensons toujours ailleurs : notes sur la diversion. Coll. Ouverture Philosophique. L'Harmattan, Paris, 2006. 198 p.  (ISBN 2-296-00614-0)
- Divertissement et consolation : essai sur la société des spectateurs. Coll. Ouverture Philosophique. L'Harmattan, Paris, 2010. 236 p.  (ISBN 978-2-296-12866-8)
- Comme si nous étions libres. Sept entretiens de Serge Martin avec Martin Moschell. Le Chamois Rouge, Genève, 2020.  (ISBN 978-2-940652-05-1)
- Les larmes de Roger Federer. Lettre au meilleur joueur de tous les temps. Le Chamois Rouge, Genève, 2020.  (ISBN 978-2-9406506-82)
- Les fleurs du Confino. Coll. À Vif. Le Chamois Rouge, Genève, 2021.  (ISBN 978-2-940652-11-2). Recueil de dix essais, la plupart rédigés pendant la période de confinement de la pandémie de Covid-19 en 2020
- Armen Godel, du rêve à la scène, un parcours artistique singulier : Entretiens avec Martin Moschell  (postface Jean Jourdheuil), Genève, Le Chamois Rouge, 2024 (ISBN 9782940652150)

### Théâtre
- Le Sublime, ou la comédie tragique de la paresse. Coll. Théâtre 1. Le Chamois Rouge, Genève, 2022.  (ISBN 978-2-940652-01-3)
- Personne n’est autorisé à se comporter avec moi comme s'il me connaissait. Coll. Théâtre 3. Le Chamois Rouge, Genève, 2022.  (ISBN 978-2-940652-03-7)